# Zbór Kościoła Chrześcijan Baptystów w Białymstoku
Zbór Kościoła Chrześcijan Baptystów w Białymstoku – zbór Kościoła Chrześcijan Baptystów znajdujący się w Białymstoku, przy ulicy Kujawskiej 22. Organizacyjnie należy do białostockiego okręgu Kościoła Chrześcijan Baptystów w RP. 
Nabożeństwa odbywają się w każdą niedzielę o godzinie 10:00 i środę o godzinie 18:00.
Zbór powstał w 1902 roku. W latach 1949–1952 służył zborowi jako kaznodzieja Łukasz Dziekuć-Malej.
1 września 1974 dokonano uroczystego otwarcia nowo wybudowanej kaplicy przy ul. Kujawskiej.
Ważnym wydarzeniem w historii zboru była wizyta Billy'ego Grahama w 1978.
W roku 2002 zbór liczył 332 członków.